# 労働省
労働省（ろうどうしょう、英：Ministry of Labour）は、1947年（昭和22年）9月1日から2001年（平成13年）1月6日まで存在した日本の行政機関の一つ。「労働者の福祉と職業の確保とを図り、もって経済の興隆と国民生活の安定とに寄与すること」を任務としていた。2001年（平成13年）の中央省庁再編に伴い、厚生省と統合し「厚生労働省」となった。長は労働大臣。

## 沿革
- 1947年（昭和22年）
  - 6月10日 - 同年5月24日に発足した社会党政権の片山内閣の公約を実現させるため、内閣に労働省設置準備委員会を設置。6月1日に無任所大臣として入閣していた米窪満亮を同会会長に指名。この日、米窪は連合国最高司令部労働顧問ジョン・ポール・ボーランドとともに、京都に行幸中の昭和天皇に拝謁。労働問題や労働省の機構などの説明を行っている[1]。
  - 9月1日 - 厚生省の労働行政部門を分割し、労働省設置。米窪が初代労働大臣に就任。
- 2001年（平成13年）
  - 1月6日 - 中央省庁再編に伴い厚生省と統合し、厚生労働省発足。

## 所在地の変遷
労働省の本省所在地は次のとおり変遷した。
- 第1期

旧内務省社会局庁舎（現、東京消防庁所在地）と旧陸軍東部軍管区司令部庁舎（現、国立近代美術館所在地）とに分散入居。
- 第2期

1962年（昭和37年）5月31日竣工、6月2日落成の大手町合同庁舎第1号館に移転統合。
- 第3期

1983年（昭和58年）秋落成した、霞が関の中央合同庁舎第5号館に移転。

## 組織

### 内部部局
- 大臣官房
  - 秘書課
  - 総務課
  - 会計課
  - 地方課
  - 国際労働課
  - 労働保険徴収課
  - 政策調査部
    - 管理課
    - 総合政策課
    - 労働経済課
    - 産業労働調査課
    - 統計調査第一課
    - 統計調査第二課
- 労政局
  - 労働課
  - 労働組合課
  - 勤労者福祉部
    - 企画課
    - 福祉課
- 労働基準局
  - 庶務課
  - 監督課
  - 労災管理課
  - 労災保険業務室
  - 安全衛生部
    - 計画課
    - 安全課
    - 労働衛生課
    - 化学物質調査課

  - 賃金時間部
    - 労働時間課
    - 資金課
- 女性局
  - 庶務課
  - 女性政策課
  - 女性労働課
  - 女性福祉課
- 職業安定局
  - 庶務課
  - 雇用政策課
  - 雇用保険課
  - 業務調整課
  - 地域雇用対策課
  - 外国人雇用対策課
  - 労働市場センター業務室
  - 高齢・障害者対策部
    - 企画課
    - 高齢者雇用対策課
    - 障害者雇用対策課
- 職業能力開発局
  - 管理課
  - 能力開発課
  - 技能振興課
  - 海外協力課

### 地方支分部局
- 都道府県労働局 - 労働基準監督署
- 都道府県女性少年室
- 都道府県職業安定主務課（国からの機関委任事務を受けた各都道府県の職業安定課・雇用保険課） - 公共職業安定所

### 外局
- 中央労働委員会

## 歴代の労働大臣等
労働大臣（ろうどうだいじん）は、日本の廃止された国務大臣で労働行政を所管していた。労働省の長。
- 辞令のある再任は代として数え、辞令のない留任は数えない。
- 臨時代理は空位の場合のみ記載し、海外出張等の一時不在代理は記載しない。

| 代                                           | 氏名                             | 内閣                             | 在任期間                                                           | 兼務等                                                      |
| 労働省設置準備委員会会長（内閣）             | 労働省設置準備委員会会長（内閣） | 労働省設置準備委員会会長（内閣） | 労働省設置準備委員会会長（内閣）                                   | 労働省設置準備委員会会長（内閣）                            |
| -------------------------------------------- | -------------------------------- | -------------------------------- | ------------------------------------------------------------------ | ----------------------------------------------------------- |
| -                                            | 米窪滿亮                         | 片山内閣                         | 1947年（昭和22年）6月10日 - 1947年（昭和22年）8月31日              |                                                             |
| 労働大臣（労働省設置法（昭和22年法律第97号） |                                  |                                  |                                                                    |                                                             |
| 1                                            | 米窪滿亮                         | 片山内閣                         | 1947年（昭和22年）9月1日 - 1948年（昭和23年）3月10日               |                                                             |
| 2                                            | 加藤勘十                         | 芦田内閣                         | 1948年（昭和23年）3月10日 - 1948年（昭和23年）7月9日               |                                                             |
| -                                            | 吉田茂                           | 第2次吉田内閣                    | 1948年（昭和23年）10月15日 - 1948年（昭和23年）10月19日            | 内閣総理大臣による臨時代理                                  |
| 3                                            | 増田甲子七                       | 第2次吉田内閣                    | 1948年（昭和23年）10月19日 - 1949年（昭和24年）2月16日             |                                                             |
| 4                                            | 鈴木正文                         | 第3次吉田内閣                    | 1949年（昭和24年）2月16日 - 1950年（昭和25年）5月6日               |                                                             |
| 5                                            | 保利茂                           | 第3次吉田内閣                    | 1950年（昭和25年）5月6日 - 1951年（昭和26年）12月26日              |                                                             |
| 6                                            | 吉武恵市                         | 第3次吉田内閣                    | 1951年（昭和26年）12月26日 - 1952年（昭和27年）10月30日            |                                                             |
| 7                                            | 戸塚九一郎                       | 第4次吉田内閣                    | 1952年（昭和27年）10月30日 - 1953年（昭和28年）5月21日             | 建設大臣・北海道開発庁長官（1953年（昭和28年）2月10日以降） |
| 8                                            | 小坂善太郎                       | 第5次吉田内閣                    | 1953年（昭和28年）5月21日 - 1954年（昭和29年）6月16日              | 国家公安委員会委員長                                        |
| 9                                            | 千葉三郎                         | 第1次鳩山内閣                    | 1954年（昭和29年）12月10日 - 1955年（昭和30年）（昭和30年）3月19日 |                                                             |
| 10                                           | 西田隆男                         | 第2次鳩山内閣                    | 1955年（昭和30年）3月19日 - 1955年（昭和30年）11月22日             |                                                             |
| 11                                           | 倉石忠雄                         | 第3次鳩山内閣                    | 1955年（昭和30年）11月22日 - 1956年（昭和31年）12月23日            |                                                             |
| -                                            | 石橋湛山                         | 石橋内閣                         | 1956年（昭和31年）12月23日                                         | 内閣総理大臣による臨時代理                                  |
| 12                                           | 松浦周太郎                       | 石橋内閣                         | 1956年（昭和31年）12月23日 - 1957年（昭和32年）2月25日             |                                                             |
| 13                                           | 松浦周太郎                       | 第1次岸内閣                      | 1957年（昭和32年）2月25日 - 1957年（昭和32年）7月10日              |                                                             |
| 14                                           | 石田博英                         | 第1次岸内閣                      | 1957年（昭和32年）7月10日 - 1958年（昭和33年）6月12日              |                                                             |
| 15                                           | 倉石忠雄                         | 第2次岸内閣                      | 1958年（昭和33年）6月12日 - 1959年（昭和34年）6月18日              |                                                             |
| 16                                           | 松野頼三                         | 第2次岸内閣                      | 1959年（昭和34年）6月18日 - 1960年（昭和35年）7月19日              |                                                             |
| 17                                           | 石田博英                         | 第1次池田内閣                    | 1960年（昭和35年）7月19日 - 1960年（昭和35年）12月8日              |                                                             |
| 18                                           | 石田博英                         | 第2次池田内閣                    | 1960年（昭和35年）12月8日 - 1961年（昭和36年）7月18日              |                                                             |
| 19                                           | 福永健司                         | 第2次池田内閣                    | 1961年（昭和36年）7月8日 - 1962年（昭和37年）7月18日               |                                                             |
| 20                                           | 大橋武夫                         | 第2次池田内閣                    | 1962年（昭和37年）7月18日 - 1963年（昭和38年）12月9日              |                                                             |
| 21                                           | 大橋武夫                         | 第3次池田内閣                    | 1963年（昭和38年）12月9日 - 1964年（昭和39年）7月18日              |                                                             |
| 22                                           | 石田博英                         | 第3次池田内閣                    | 1964年（昭和39年）7月18日 - 1964年（昭和39年）11月9日              |                                                             |
| 23                                           | 石田博英                         | 第1次佐藤内閣                    | 1964年（昭和39年）11月9日 - 1965年（昭和40年）6月3日               |                                                             |
| 24                                           | 小平久雄                         | 第1次佐藤内閣                    | 1965年（昭和40年）6月3日 - 1966年（昭和41年）8月1日                |                                                             |
| 25                                           | 山手満男                         | 第1次佐藤内閣                    | 1966年（昭和41年）8月1日 - 1966年（昭和41年）12月3日               |                                                             |
| 26                                           | 早川崇                           | 第1次佐藤内閣                    | 1966年（昭和41年）12月3日 - 1967年（昭和42年）2月17日              |                                                             |
| 27                                           | 早川崇                           | 第2次佐藤内閣                    | 1967年（昭和42年）2月17日 - 1967年（昭和42年）11月25日             |                                                             |
| 28                                           | 小川平二                         | 第2次佐藤内閣                    | 1967年（昭和42年）11月25日 - 1968年（昭和43年）11月30日            |                                                             |
| 29                                           | 原健三郎                         | 第2次佐藤内閣                    | 1968年（昭和43年）11月30日 - 1970年（昭和45年）1月14日             |                                                             |
| 30                                           | 野原正勝                         | 第3次佐藤内閣                    | 1970年（昭和45年）1月14日 - 1971年（昭和46年）7月5日               |                                                             |
| 31                                           | 原健三郎                         | 第3次佐藤内閣                    | 1971年（昭和46年）7月5日 - 1972年（昭和47年）1月28日               |                                                             |
| 32                                           | 塚原俊郎                         | 第3次佐藤内閣                    | 1972年（昭和47年）1月28日 - 1972年（昭和47年）7月7日               |                                                             |
| 33                                           | 田村元                           | 第1次田中角榮内閣                | 1972年（昭和47年）7月7日 - 1972年（昭和47年）12月22日              |                                                             |
| 34                                           | 加藤常太郎                       | 第2次田中角榮内閣                | 1972年（昭和47年）12月22日 - 1973年（昭和48年）11月25日            |                                                             |
| 35                                           | 長谷川峻                         | 第2次田中角榮内閣                | 1973年（昭和48年）11月25日 - 1974年（昭和49年）11月11日            |                                                             |
| 36                                           | 大久保武雄                       | 第2次田中角榮内閣                | 1974年（昭和49年）11月11日 - 1974年（昭和49年）12月9日             |                                                             |
| 37                                           | 長谷川峻                         | 三木内閣                         | 1974年（昭和49年）12月9日 - 1976年（昭和51年）9月15日              |                                                             |
| 38                                           | 浦野幸男                         | 三木内閣                         | 1976年（昭和51年）9月15日 - 1976年（昭和51年）12月14日             |                                                             |
| 39                                           | 石田博英                         | 福田赳夫内閣                     | 1976年（昭和51年）12月14日 - 1977年（昭和52年）11月28日            |                                                             |
| 40                                           | 藤井勝志                         | 福田赳夫内閣                     | 1977年（昭和52年）11月28日 - 1978年（昭和53年）12月7日             |                                                             |
| 41                                           | 栗原祐幸                         | 第1次大平内閣                    | 1978年（昭和53年）12月7日 - 1979年（昭和54年）11月9日              |                                                             |
| 42                                           | 藤波孝生                         | 第2次大平内閣                    | 1979年（昭和54年）11月9日 - 1980年（昭和55年）7月17日              |                                                             |
| 43                                           | 藤尾正行                         | 鈴木善幸内閣                     | 1980年（昭和55年）7月17日 - 1981年（昭和56年）11月30日             |                                                             |
| 44                                           | 初村滝一郎                       | 鈴木善幸内閣                     | 1981年（昭和56年）11月30日 - 1982年（昭和57年）11月27日            |                                                             |
| 45                                           | 大野明                           | 第1次中曽根内閣                  | 1982年（昭和57年）11月27日 - 1983年（昭和58年）12月27日            |                                                             |
| 46                                           | 坂本三十次                       | 第2次中曽根内閣                  | 1983年（昭和58年）12月27日 - 1984年（昭和59年）11月1日             |                                                             |
| 47                                           | 山口敏夫                         | 第2次中曽根内閣                  | 1984年（昭和59年）11月1日 - 1985年（昭和60年）12月28日             |                                                             |
| 48                                           | 林迶                             | 第2次中曽根内閣                  | 1985年（昭和60年）12月28日 - 1986年（昭和61年）7月22日             |                                                             |
| 49                                           | 平井卓志                         | 第3次中曽根内閣                  | 1986年（昭和61年）7月22日 - 1987年（昭和62年）11月6日              |                                                             |
| 50                                           | 中村太郎                         | 竹下内閣                         | 1987年（昭和62年）11月6日 - 1988年（昭和63年）12月27日             |                                                             |
| 51                                           | 丹羽兵助                         | 竹下内閣                         | 1988年（昭和63年）12月27日 - 1989年（平成元年）6月3日              |                                                             |
| 52                                           | 堀内光雄                         | 宇野内閣                         | 1989年（平成元年）6月3日 - 1989年（平成元年）8月10日               |                                                             |
| 53                                           | 福島譲二                         | 第1次海部内閣                    | 1989年（平成元年）8月10日 - 1990年（平成2年）2月28日               |                                                             |
| 54                                           | 塚原俊平                         | 第2次海部内閣                    | 1990年（平成2年）2月28日 - 1990年（平成2年）12月29日               |                                                             |
| 55                                           | 小里貞利                         | 第2次海部内閣                    | 1990年（平成2年）12月29日 - 1991年（平成3年）11月5日               |                                                             |
| 56                                           | 近藤鉄雄                         | 宮澤内閣                         | 1991年（平成3年）11月5日 - 1992年（平成4年）12月12日               |                                                             |
| 57                                           | 村上正邦                         | 宮澤内閣                         | 1992年（平成4年）12月12日 - 1993年（平成5年）8月9日                |                                                             |
| 58                                           | 坂口力                           | 細川内閣                         | 1993年（平成5年）8月9日 - 1994年（平成6年）4月28日                 |                                                             |
| -                                            | 羽田孜                           | 羽田内閣                         | 1994年（平成6年）4月28日                                           | 内閣総理大臣による臨時代理                                  |
| 59                                           | 鳩山邦夫                         | 羽田内閣                         | 1994年（平成6年）4月28日 - 1994年（平成6年）6月30日                |                                                             |
| 60                                           | 浜本万三                         | 村山内閣                         | 1994年（平成6年）6月30日 - 1995年（平成7年）8月8日                 |                                                             |
| 61                                           | 青木薪次                         | 村山内閣                         | 1995年（平成7年）8月8日 - 1996年（平成8年）1月11日                 |                                                             |
| 62                                           | 永井孝信                         | 第1次橋本内閣                    | 1996年（平成8年）1月11日 - 1996年（平成8年）11月7日                |                                                             |
| 63                                           | 岡野裕                           | 第2次橋本内閣                    | 1996年（平成8年）11月7日 - 1997年（平成9年）9月11日                |                                                             |
| 64                                           | 伊吹文明                         | 第2次橋本内閣                    | 1997年（平成9年）9月11日 - 1998年（平成10年）7月30日               |                                                             |
| 65                                           | 甘利明                           | 小渕内閣                         | 1998年（平成10年）7月29日 - 1999年（平成11年）10月5日              |                                                             |
| 66                                           | 牧野隆守                         | 小渕内閣                         | 1999年（平成11年）10月5日 - 2000年（平成12年）4月5日               |                                                             |
| 67                                           | 牧野隆守                         | 第1次森内閣                      | 2000年（平成12年）4月5日 - 2000年（平成12年）7月4日                |                                                             |
| 68                                           | 吉川芳男                         | 第2次森内閣                      | 2000年（平成12年）7月4日 - 2000年（平成12年）12月5日               |                                                             |
| 69                                           | 坂口力                           | 第2次森内閣                      | 2000年（平成12年）12月5日 - 2001年（平成13年）1月6日               | 厚生大臣                                                    |

太文字はのちに内閣総理大臣となった者

### 労働事務次官
1949年（昭和24年）6月1日に労働次官から労働事務次官に改称。
| 氏名       | 在任期間                         | 前職                               | 退任後の役職                                                                                                |
| ---------- | -------------------------------- | ---------------------------------- | --- |
| 吉武惠市   | 1947(S22).9.1 - 1948(S23).7.16   |                                    | 衆議院議員、参議院議員 労働大臣、厚生大臣、自治大臣                                                         |
| 江口見登留 | 1948(S23).7.16 - 1950(S25).8.1   | 労働基準局長                       | 警察予備隊本部次長、保安研修所長 内閣官房副長官、警視総監                                                   |
| 寺本広作   | - 1953(S28).3.7                  | 労働基準局長                       | 参議院議員、熊本県知事                                                                                      |
| 齋藤邦吉   | 1953(S28).3.7 - 1957(S32).7.6    | 労政局長                           | 衆議院議員、厚生大臣 行政管理庁長官                                                                         |
| 中西実     | 1957(S32).7.6 - 1957(S32).7.13   | （労政局長が労働事務次官事務代理） | （労政局長が労働事務次官事務代理）                                                                          |
| 中西実     | 1957(S32).7.13 - 1960(S35).10.12 | 労政局長                           | 労働福祉事業団理事長 公共企業体等労働委員会会長 全国社会保険労務士会連合会会長                              |
| 亀井光     | 1960(S35).10.12 – 1962(S37).1.30 | 労政局長                           | 参議院議員、福岡県知事                                                                                      |
| 富樫総一   | 1962(S37).1.30 – 1963(S38).7.9   | 労政局長                           | 中小企業退職金共済事業団理事長                                                                              |
| 堀秀夫     | 1963(S38).7.9 - 1966(S41).11.24  | 労政局長                           | 総理府総務副長官、雇用促進事業団理事長 身体障害者雇用促進協会会長 国営企業労働委員会会長 東京労働金庫理事長 |
| 三治重信   | 1966(S41).11.25 - 1968(S43).11.1 | 労政局長                           | 参議院議員                                                                                                  |
| 有馬元治   | 1968(S43).11.1 - 1969(S44).4.1   | 職業安定局長                       | 衆議院議員                                                                                                  |
| 村上茂利   | 1969(S44).4.1 - 1970(S45).10.6   | 職業安定局長                       | 衆議院議員                                                                                                  |
| 松永正男   | 1970(S45).10.6 - 1973(S48).5.22  | 労政局長                           | 建設業・清酒製造業・林業退職金共済組合理事長                                                                |
| 石黒拓爾   | 1973(S48).5.22 - 1974(S49).6.4   | 労政局長                           | |
| 渡邊健二   | 1974(S49).6.4 - 1975(S50).7.7    | 労働基準局長                       | 中小企業退職金共済事業団理事長                                                                              |
| 道正邦彦   | 1975(S50).7.7 - 1976(S51).12.24  | 労政局長                           | 内閣官房副長官                                                                                              |
| 藤縄正勝   | 1977(S52).1.1 - 1978(S53).6.24   | 労働基準局長                       | 労働福祉事業団理事長                                                                                        |
| 北川俊夫   | 1978(S53).6.24 - 1979(S54).6.20  | 労政局長                           | 中央労働災害防止協会理事長 東京労働金庫理事長                                                               |
| 桑原敬一   | 1979(S54).6.20 - 1981(S56).7.7   | 労政局長                           | 福岡市長 |
| 細野正     | 1981(S56).7.7 - 1982(S57).7.2    | 労政局長                           | 建設業・清酒製造業・林業退職金共済組合理事長                                                                |
| 吉本実     | 1982(S57).7.2 - 1983(S58).7.8    | 労政局長                           | 中小企業退職金共済事業団理事長                                                                              |
| 関英夫     | 1983(S58).7.8 - 1985(S60).6.26   | 労政局長                           | 雇用促進事業団理事長                                                                                        |
| 谷口隆志   | 1985(S60).6.26 - 1986(S61).6.16  | 労政局長                           | 労働福祉事業団理事長                                                                                        |
| 加藤孝     | 1986(S61).6.16 - 1987(S62).9.29  | 労政局長                           | |
| 小粥義朗   | 1987(S62).9.29 - 1989(H1).2.1    | 労政局長                           | 中小企業退職金共済事業団理事長                                                                              |
| 白井晋太郎 | 1989(H1).2.1 - 1990(H2).7.6      | 労政局長                           | 日本労働研究機構理事長                                                                                      |
| 岡部晃三   | 1990(H2).7.6 - 1992(H4).6.30     | 労政局長                           | 日本障害者雇用促進協会会長 中央労働金庫理事長                                                               |
| 清水傳雄   | 1992(H4).6.30 - 1993(H5).6.25    | 労政局長                           | 雇用促進事業団理事長                                                                                        |
| 若林之矩   | 1993(H5).6.25 - 1994(H6).7.2     | 労政局長                           | 労働福祉事業団理事長 中央職業能力開発協会会長                                                               |
| 齋藤邦彦   | 1994(H6).7.2 - 1996(H8).7.12     | 労政局長                           | 労働省顧問、日本労働研究機構理事長                                                                          |
| 七瀬時雄   | 1996(H8).7.12 - 1997(H9).7.1     | 労政局長                           | 労働省顧問、雇用・能力開発機構理事長                                                                        |
| 松原亘子   | 1997(H9).7.1 - 1998(H10).10.20   | 労政局長                           | 日本障害者雇用促進協会会長 在イタリア特命全権大使                                                           |
| 征矢紀臣   | 1998(H10).10.20 – 1999(H11).7.23 | 職業安定局長                       | 高齢・障害者雇用支援機構理事長                                                                              |
| 伊藤庄平   | 1999(H11).7.23 - 2001(H13).1.5   | 労働基準局長                       | 労働者健康福祉機構理事長                                                                                    |